# Karl Lukits
Karl Lukits (* 26. Februar 1921 in Jennersdorf; † 21. September 1994 in Berlin) war ein deutscher Politiker der Blockpartei CDU der DDR. Er war von 1950 bis 1954 Abgeordneter der Volkskammer der DDR.

## Leben
Lukits wurde in Österreich geboren, verbrachte seine Kindheit in der Steiermark und lebte jahrelang in Wien. Er besuchte die Volks- und die Mittelschule und wurde Korbmacher. Später absolvierte er die Fachschule für Handel und wurde Kaufmann. Während des Zweiten Weltkriegs musste er Kriegsdienst in der Wehrmacht leisten.
Nach dem Ende des Krieges ging er im Mai 1945 der Liebe wegen, zu Fuß von der Tschechoslowakei nach Brandenburg in die Sowjetische Besatzungszone. Seine erste Arbeit war die Betreuung von Heimkehrern in einem Lager. Wenige Monate nachdem die Sowjetische Militäradministration mit dem Befehl Nr. 2 die Neubildung und Tätigkeit antifaschistischer Parteien erlaubt hatte und die CDU gegründet worden war, schloss er sich ihr als junger Christ an. Er stellte sich dem Antifa-Jugendausschuss zur Verfügung, gehörte 1946 zu den Mitbegründern der Freien Deutschen Jugend (FDJ). Im Juni 1946 nahm er als Delegierter am I. Parlament der FDJ in Brandenburg teil.
Lukits leistete Parteiarbeit im West-Havelland, war Mitglied des Landessekretariats Brandenburg der CDU und wurde 1948 als Jugendreferent in die Hauptgeschäftsstelle der CDU nach Berlin berufen (bis September 1949). Er wirkte in der Volkskongressbewegung mit und war von März 1948 bis 2. Juli 1948 Mitglied des Deutschen Volksrates. Ab Frühjahr 1949 fungierte er als 2. Vorsitzender und von September 1949 bis Mai 1954 als Vorsitzender des CDU-Kreisvorstandes Berlin-Mitte (Nachfolger von Franz Nitt). Ab 1949 war er mehrere Jahre als Bezirksrat für Sozial- und Gesundheitswesen in Berlin-Mitte tätig.
Von 1950 bis 1954 gehörte er als Berliner Vertreter mit dem Mandat der FDJ der Volkskammer der DDR an. Im Mai 1952 wurde er in den geschäftsführenden CDU-Stadtvorstand Berlin berufen, dem er bis 1962 angehörte.
Auf dem III. Parlament der FDJ in Leipzig im Juni 1949 wurde Lukits erstmals als Mitglied in den Zentralrat der FDJ gewählt. Vom IV. Parlament der FDJ im Mai 1952 wurde er als Mitglied des Zentralrats bestätigt und auch in dessen Büro gewählt. Dem Zentralrat gehörte er bis zum VI. Parlament 1959 an. Im August 1957 weilte er als Mitglied der DDR-Delegation bei den in VI. Weltfestspielen der Jugend und Studenten in Moskau.
Von September 1950 (5. Parteitag) bis Oktober 1954 (6. Parteitag) war er Mitglied des CDU-Hauptvorstandes.
Im Februar 1953 wurde er Mitglied der Volksvertretung Groß-Berlin und war dann von 1954 bis 1963 Mitglied der Berliner Stadtverordnetenversammlung. Von 1953 bis 1957 fungierte er als Leiter der Abteilung Allgemeine Verwaltung im Magistrat von Groß-Berlin. Ab Juni 1957 setzte er in Berlin-Treptow seine kommunalpolitische Tätigkeit als Stellvertreter des Bezirksbürgermeisters fort. Er war gleichzeitig Leiter des Operativstabes zur Verschönerung des Stadtteils, später Bezirksrat und Stadtbezirksbaudirektor bzw. stellvertretender Stadtbezirksbürgermeister und Bezirksrat für Wohnungswirtschaft in Treptow.
Ab Juni 1960 war er Beisitzer im Bezirksuntersuchungsausschuss Berlin der CDU und ab April 1966 Mitglied des Bezirksvorstandes Berlin der Gesellschaft für Deutsch-Sowjetische Freundschaft (DSF). Im April 1968 löste er den aus Gesundheitsgründen ausgeschiedenen Georg Wiesemüller als Vorsitzender des CDU-Kreisverbandes Treptow ab und trat im Mai 1977 die Funktion an Wolfgang Schmahl ab. Ein Studium schloss er als Diplomstaatswissenschaftler ab.
Lukits wirkte nach seiner Pensionierung als Invalidenrentner ehrenamtlich als Vorsitzender des Wohnbezirksausschusses Nr. 61 in Berlin-Treptow.
Lukits war verheiratet und Vater von zwei Söhnen. Seine Frau Barbara geborene Dieckmann (1928 – 2018) war ebenfalls Mitglied der CDU und von 1963 bis 1976 Abgeordnete der Berliner Stadtverordnetenversammlung. Karl Lukits starb im Jahr 1994.

## Auszeichnungen
- 1957 Artur-Becker-Medaille in Gold
- 1959 Medaille für die sozialistische Zukunft unserer Jugend
- 1959 Vaterländischer Verdienstorden in Bronze
- 1960 Otto-Nuschke-Ehrenzeichen in Silber und 1985 in Gold
- 1970 Ehrennadel der Nationalen Front in Gold
- 1979 Ehrenmedaille der Nationalen Front